# Derechos reproductivos

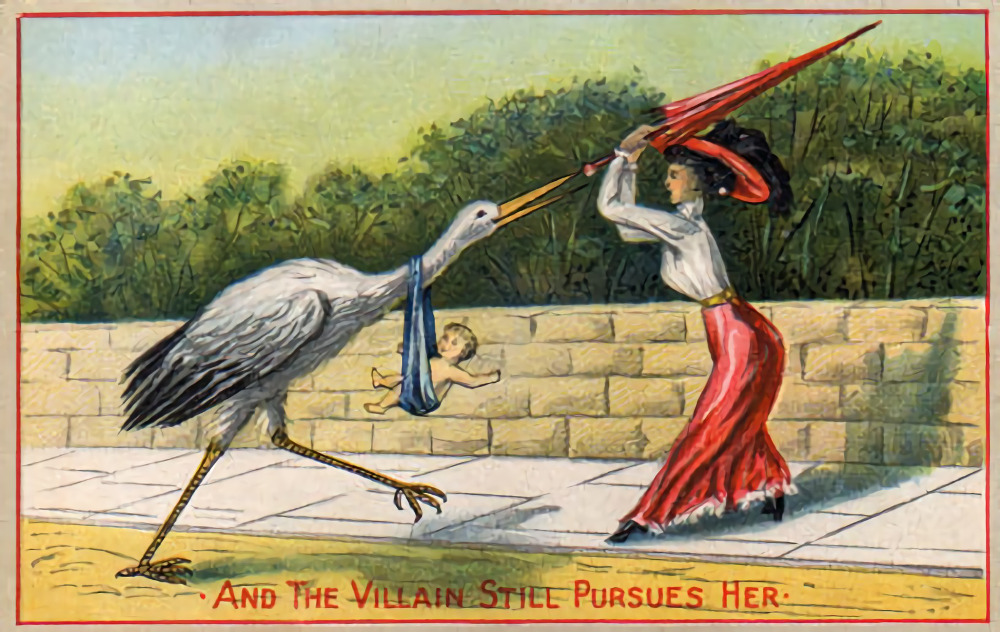
Una mujer espanta a la cigüeña que le ha traído a su hijo. Leyenda: «Y el villano todavía la persigue». Postal de principios del.

Derechos reproductivos son aquellos derechos que buscan proteger la libertad y autonomía reproductiva de todas las personas para decidir con responsabilidad si tener hijos o no, cuántos, en qué momento y con quién. Los derechos reproductivos (salud sexual y reproductiva) dan la capacidad a todas las personas de decidir y determinar su vida reproductiva.
Los derechos reproductivos, al igual que los derechos humanos, son inalienables y no están sujetos a discriminación por género, edad o raza.

## Historia del concepto de «derechos reproductivos»
El origen del concepto de Derechos Reproductivos, en el marco de Naciones Unidas y la Organización Mundial de la Salud aparece en la Conferencia de Teherán de 1968 y en la definición de Bucarest (Conferencia sobre Población de 1974) como un derecho fundamental tanto de las parejas como de los individuos. La inclusión e integración de la planificación familiar dentro del campo de los derechos reproductivos y de la salud reproductiva se produce por primera vez en la Conferencia Internacional para mejorar la salud de las Mujeres y los Niños por medio de la Planificación Familiar, en Nairobi, Kenia, (5 a 9 de octubre de 1987).
El Programa de Acción de la Conferencia Internacional sobre Población y Desarrollo, celebrada en El Cairo en septiembre de 1994, da esta definición de los derechos reproductivos:

Los derechos reproductivos abarcan ciertos derechos humanos que ya están reconocidos en leyes nacionales, documentos internacionales sobre derechos humanos y en otros documentos aprobados por consenso. Estos derechos se basan en el reconocimiento del derecho básico de todas las parejas e individuos a decidir libre y responsablemente el número de hijos, el espaciamiento de los nacimientos y a disponer de la información y de los medios para ello, así como el derecho a alcanzar el nivel más elevado de salud sexual y reproductiva. También incluye el derecho a adoptar decisiones relativas a la reproducción sin sufrir discriminación, coacciones o violencia, de conformidad con lo establecido en los documentos de derechos humanos.
Programa de Acción de la Conferencia Internacional sobre Población y Desarrollo, El Cairo, Egipto, 5–13 de septiembre, 1994, Doc. de la ONU A/CONF.171/13/Rev.1 (1995)

## Derechos reproductivos

### Contextualización demográfica
Históricamente la mujer ha realizado y todavía realiza el trabajo reproductivo -que incluye tanto la reproducción humana como los cuidados y atenciones que permiten la supervivencia de individuos y sociedades-. En contextos históricos de alta mortalidad fue necesario mantener una alta natalidad para garantizar un reemplazo suficiente de las poblaciones.
Durante la transición demográfica se produjo una reducción radical de la tasa bruta de mortalidad, posteriormente se produjo una fuerte reducción de la tasa de natalidad en lo que se ha llamado la segunda transición demográfica. A estos cambios hay que sumar otros, sociológicos, que afectan básicamente al papel tradicional de la mujer. En este nuevo contexto donde surgen las demandas de Derechos Reproductivos (salud sexual y reproductiva) ya que el enorme crecimiento demográfico y el cambio de mentalidad permitirían su ejercicio. A esta situación hay que sumar los avances y difusión de los métodos anticonceptivos. El esfuerzo reproductivo realizado por las mujeres se reduce ya que la supervivencia de los individuos permitiría reducir sustancialmente el número de hijos. En las sociedades modernas se da una alta eficiencia reproductiva que libera a la mujer de buena parte del trabajo que desarrollaba tradicionalmente y le permite incorporarse al mercado de trabajo modificándose sustancialmente las relaciones sociales antes establecidas y advirtiéndose cambios sustanciales: declive del trabajo reproductivo, derrumbamiento del patriarcado, privatización de la sexualidad y reducción del control social sobre la sexualidad; desaparición de la punibilidad de las relaciones sexuales no reproductivas; alto control sobre la procreación con el uso de métodos anticonceptivos y apoyo intergeneracional muy amplio a hijos y nietos, reforzamiento de los lazos familiares profundos; aumento de los años vividos o madurez de masas; centralidad de la familia y reforzamiento de los lazos e importancia de la misma.

### Derechos reproductivos
Algunos de los Derechos reproductivos son los siguientes:
- Autonomía y autodeterminación del propio cuerpo.
- A la vida.
- A la procreación.
- A la salud reproductiva.
- A informarse médica y adecuadamente sobre la reproducción humana, sin censura política ni religiosa.
- Al acceso a los servicios sanitarios de salud reproductiva y de planificación familiar, como parte del sistema público de salud.
- Al acceso a los avances científicos en materia de reproducción.
- A decidir sobre la reproducción sin sufrir discriminación, coerción o violencia.

Formarían parte de los derechos reproductivos el derecho a escoger libremente la pareja sexual así como concertar libremente el matrimonio; la planificación familiar para decidir sobre la reproducción, el acceso a los métodos anticonceptivos. También son derivados de los derechos reproductivos el derecho de la mujer a no ser despedida por motivo de su embarazo, y el derecho a la baja maternal pagada.
En algunos países (España y otros países de Europa) se reconoce también el derecho a baja por paternidad, puesto que se entiende que en las primeras semanas la mujer, aun sin trabajar, puede no ser capaz de hacerse cargo de su casa y de su hijo sola, y el nacimiento de un hijo es responsabilidad de ambos padres.

## Vulneración de los derechos reproductivos
Los derechos reproductivos se vulneran en las sociedades en las que no existe educación sanitaria, acceso a los métodos anticonceptivos, así como la existencia de matrimonios concertados, las mujeres no tienen derecho a permanecer solteras, ni a elegir marido, ni a separarse de él. La violación, la ablación del clítoris (mutilación genital femenina), la infibulación y la circuncisión forzada se consideran violaciones de los derechos reproductivos.
En algunas sociedades se incluye el aborto legal como un derecho, en contraposición a otras donde se considera a la persona en gestación como sujeto de derecho, y en particular, con del derecho a la vida. 
En Afganistán, colectivos de mujeres luchan actualmente contra la ley que permite la violación dentro del matrimonio, dando derecho al marido a mantener relaciones sexuales con su mujer siempre que él quiera. Sin embargo, no se considera que hay violación de los derechos reproductivos cuando una sociedad no reconoce el derecho al aborto voluntario. Esto se debe a que no existe un "derecho humano a abortar" dado que se atenta contra la vida de otro ser, ni tampoco una prohibición absoluta, dependiendo esta cuestión de los ordenamientos jurídicos internos de los Estados.[cita requerida]
En América Latina la ausencia del derecho al aborto en la gran mayoría de países así como su penalización priva a las mujeres de su libertad de quitarle la vida a una persona que depende de ella. «Forzar a una persona a llevar a cabo un embarazo le roba el control sobre su vida, lo cual le autoriza a matar a un ser indefenso, y le releva de toda responsabilidad». En numerosos países ni siquiera en caso de violación existe el derecho al aborto y si este se ejerce clandestinamente está sujeto a importantes penas de cárcel.

### Discriminación contra el varón en asuntos reproductivos
La tradicional protección de la mujer -considerada como madre y progenitora por excelencia- puede provocar injusticias en el varón. La feminista francesa Évelyne Sullerot ha señalado lo que considera discriminaciones contra los varones en asuntos reproductivos. Dice que una mujer soltera que tenga un hijo puede cederlo en adopción y no tendrá que mantenerlo ni pagar una pensión. En cambio, un padre soltero puede ser obligado a pagar una pensión de alimentos incluso cuando el hijo haya sido concebido mediante engaño.
En 2006, el Centro Nacional de Hombres estadounidense respaldó una demanda judicial conocida como «Dubay vs Wells», en relación con asuntos reproductivos, demanda que perdió.

## OMS - Prevención del embarazo adolescente
En el año 2011 la Organización Mundial de la Salud (OMS), junto con el Fondo de Población de las Naciones Unidas (UNFPA), consideró urgente, para la garantía del ejercicio de los derechos reproductivos, la prevención de los embarazos precoces para la reducción de resultados negativos para la reproducción. Se publicaron unas serie de recomendaciones sobre las medidas que los países podrían adoptar para el cumplimiento de seis objetivos principales:
- Reducir el número de matrimonios antes de los 18 años;
- Fomentar la comprensión y el apoyo a fin de reducir el número de embarazos antes de los 20 años;
- Aumentar el uso de anticonceptivos por parte de las adolescentes a fin de evitar el riesgo de embarazo involuntario;
- Reducir las relaciones sexuales forzadas entre las adolescentes;
- Reducir los abortos peligrosos entre las adolescentes;
- Incrementar el uso de servicios especializados de atención prenatal, en el parto y posnatal por parte de las adolescentes.[3]